# Tadeusz Bór-Komorowski
Tadeusz Komorowski (1 juni 1895 – Londen, 24 augustus 1966), beter bekend onder de naam Bór-Komorowski, was een Poolse beroepsofficier, verzetsleider, bevelhebber van het 'Thuisleger', leider van de opstand van Warschau, en eerste naoorlogse minister-president van de Poolse regering in ballingschap.

## Biografie
Graaf Komorowski werd geboren uit een adellijke familie in het toenmalige Oostenrijk-Hongarije. Tijdens de Eerste Wereldoorlog diende hij als officier in het Oostenrijks-Hongaarse leger. Hij vocht mee tijdens de Pools-Russische Oorlog (1919-1921). Na de Eerste Wereldoorlog diende hij als officier in het Poolse leger. Daar bekleedde hij diverse functies en werd in 1938 benoemd tot commandant van de Cavalerieschool van Grudziądz. Tijdens de Olympische Zomerspelen van 1936 was hij hoofd van het Pools hippisch team. In 1924 had hij ook al met het Poolse ruiterteam deelgenomen aan de Olympische Spelen in Parijs.
Komorowski nam deel aan de gevechten na de Duitse invasie van Polen in september 1939. Na de capitulatie hielp hij onder de codenaam Bór ('Bos', verwijzend naar de in de bossen opererende illegaliteit) mee aan de organisatie van het Poolse verzet in de regio Kraków. In juli 1941 werd hij plaatsvervangend leider van de belangrijkste organisatie van het gewapend verzet, het 'Thuisleger' of Armia Krajowa (AK), en in maart 1943 werd hij benoemd tot leider met de rang van Brigadier-generaal.
Toen Sovjet-troepen midden 1944 richting Warschau oprukten gaf de Poolse regering in ballingschap in Londen Bór-Komorowksi de opdracht om een gewapende opstand in Warschau voor te bereiden. De regering in ballingschap wenste dat de hoofdstad bevrijd zou worden door Polen en niet door de Sovjets. De bevrijding van Warschau moest ook voorkomen dat de communisten Polen overnamen.
Op bevel van Komorowski begon op 1 augustus 1944 de Opstand van Warschau en de opstandelingen van het AK namen de controle over het grootste deel van Centraal-Warschau over. Delen van het Sovjet-leger stonden op maar twintig kilometer afstand van de stad, maar op bevel van Jozef Stalin werd er geen hulp verleend. De Britten probeerden via luchtsteun voorraden te droppen maar konden geen directe steun verlenen. De Duitsers probeerde de opstand de onderdrukken door inzet van eenheden van de Waffen-SS en andere troepen.
In september 1944 werd Bór-Komorowksi bevorderd tot Generaal-inspecteur van de Strijdkrachten (Pools opperbevelhebber).
Na twee maanden van felle gevechten capituleerde Bór-Komorowski op 2 oktober 1944, op voorwaarde dat de Duitsers de AK-strijders als krijgsgevangenen behandelden. Dit gebeurde en Bór-Komorowski werd geïnterneerd in Oflag IV-C. Ondanks Duitse druk weigerde hij de AK-eenheden in Duits bezet Polen opdracht te geven zich over te geven. Aan het einde van de oorlog werd hij bevrijd en bracht de rest van zijn leven in ballingschap door in Londen. Daar speelde hij een actieve rol in Poolse emigrantenkringen. Tussen 1947 en 1949 diende hij als premier van de Poolse regering in ballingschap, die niet langer meer de diplomatieke erkenning had van de meeste westerse landen. In 1951 schreef hij het boek The Secret Army, een boek over zijn ervaringen tijdens de Opstand van Warschau. Hij stierf in Londen op 71-jarige leeftijd.

## Militaire loopbaan
- Luitenant (Poruchik), Poolse strijdkrachten: 1 november 1916
- Kapitein (Kapitana), Poolse strijdkrachten: gewijzigd 3 mei 1922 met een anciënniteit van 1 juni 1919[1]
- Majoor (Major), Poolse strijdkrachten: 31 maart 1924 met een anciënniteit van 1 juli 1923
- Luitenant-kolonel (Podpułkownik), Poolse strijdkrachten: 23 januari 1928 met anciënniteit vanaf 1 januari 1928
- Kolonel (Pułkownik), Poolse strijdkrachten: 21 december 1932 met een anciënniteit van 1 januari 1933
- Brigadegeneraal (Generała Brygady), Poolse strijdkrachten: 8 februari 1940[2]
- Generaal-majoor (Generała Dywizji), Poolse strijdkrachten: 18 maart 1944

## Onderscheidingen
- Orde van de Witte Adelaar (Postuum) op 11 november 1995[3][4]
- Commandeur in de Virtuti Militari[4] in 1947
- Virtuti Militari, IVe Klasse (gouden kruis)[4] in 1942
- Virtuti Militari, Ve Klasse (zilveren kruis) in 1921
- Officier in de Orde Polonia Restituta in 1936
- Oorlogskruis 1944 (3)[4]
- Kruis van Verdienste in goud met Zwaarden[4]
- Kruis van Verdienste in zilver[4] in 1925
- Herinneringsmedaille van de Oorlog van 1918-1921
- Herinneringsmedaille voor de 10e Jubileum van de Onafhankelijkheid[4]
- Commander in het Legioen van Verdienste[4] (Postuum) in 1984
- Oorlogsmedaille voor het Leger 1939-1945[4]
- Kruis voor het Binnenlandse Leger in 1966[4]
- Badge 9e Regiment van Klein-Polen Ulanen[4]

- Bibliothèque nationale de France: cb146431744 (data)
- Catàleg d'autoritats de noms i títols de Catalunya: 981058612858006706
- CiNii: DA12788656
- Gemeinsame Normdatei: 120738201
- International Standard Name Identifier: 0000 0001 1023 5186
- Library of Congress Control Number: n81138968
- Nationale Bibliotheek van Tsjechië: mzk2002107443
- Nationale Bibliotheek van Israël: 987007272297805171
- Nationale Bibliotheek van Polen: a0000001183165
- Nederlandse Thesaurus van Auteursnamen: 074338080
- Istituto Centrale per il Catalogo Unico: IEIV018035
- SNAC: w66m4k7k
- Système universitaire de documentation: 069377286
- Virtual International Authority File: 29790252
- WorldCat: E39PBJqfMB6KJMXv6yY7bQBdcP